# Buniaki
Buniaki (niem. Mathildenhof) – osada w Polsce położona w województwie warmińsko-mazurskim, w powiecie ełckim, w gminie Ełk.
Przez miejscowość przebiega droga krajowa nr 16.
W latach 1975–1998 miejscowość administracyjnie należała do województwa suwalskiego.